# 10226 Seishika
A 10226 Seishika (ideiglenes jelöléssel 1997 VK5) a Naprendszer kisbolygóövében található aszteroida. Kobajasi Takao fedezte fel 1997. november 8-án.